# Glockenspiel im Rathaus Freising

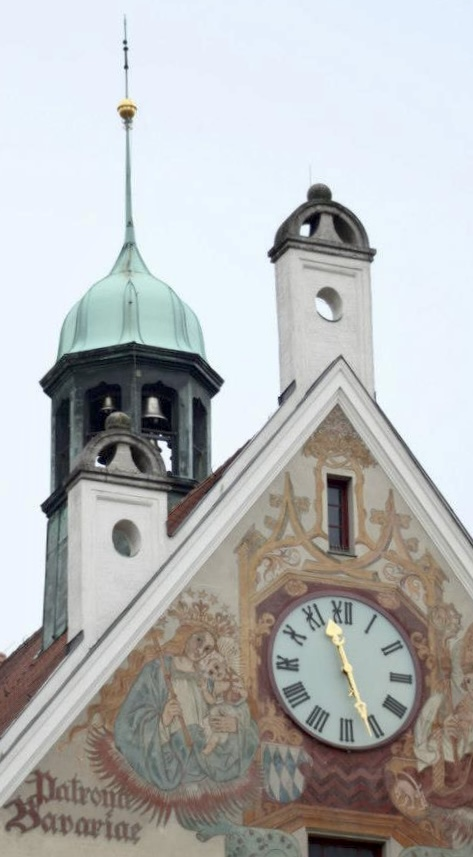
Freising Rathaus Glockenspiel

Das Glockenspiel im Rathausturm von Freising besteht aus 19 chromatisch gestimmten Bronze-Glocken, die mithilfe von Magnetschlaghämmern über eine elektronisch gesteuerte Vorrichtung zum Klingen gebracht werden. Die Melodie, benannt als „Freisinger Glockenspiel“, wurde vom Freisinger Komponisten und Musikpädagogen Philipp Weigl komponiert. Seit Dezember 2012 erklingt das Glockenspiel täglich um 11:55 Uhr und 16:55 Uhr auf dem Marienplatz in Freising.

## Historischer Hintergrund
Bereits im 14. Jahrhundert waren im Freisinger Rathausturm Glocken vorhanden. Bis in die 1970er Jahre befanden sich dort noch zwei Glocken, die jedoch seither als verschollen gelten. Die Idee zur Installation eines neuen Glockenspiels wurde vom damaligen Freisinger Kulturreferenten Hubert Hierl ins Leben gerufen. Als treibende Kraft hinter dem Projekt setzte er sich dafür ein, das Glockenspiel als Markenzeichen und Attraktion für die Stadt sowie ihre Bürger zu etablieren.
Das Glockenspiel wurde zudem als Würdigung für den langjährigen Oberbürgermeister Dieter Thalhammer errichtet, der 2012 aus dem Amt schied. Die Gesamtkosten des Projekts beliefen sich auf rund 70.000 Euro, wovon 60.000 Euro durch Spenden und 10.000 Euro durch Sponsoren finanziert wurden.

## Melodie
Die Glockenspiel-Melodie wurde im Rahmen eines Wettbewerbs ermittelt, an dem 15 Komponisten aus Freising und der umliegenden Region teilnahmen. Der Wettbewerb war darauf ausgerichtet, eine Melodie zu finden, die einen hohen Wiedererkennungswert hat und gleichzeitig eine Verbindung zur Stadt Freising und ihrer Geschichte herstellt. Eine siebenköpfige Fachjury, bestehend aus Experten der Musik- und Kulturszene, traf eine anonyme Auswahl von vier Kompositionen aus allen eingereichten Wettbewerbsbeiträgen. Anschließend prüfte der Kulturausschuss der Stadt Freising die vier verbleibenden Werke und entschied sich für die Melodie des Freisinger Komponisten Philipp Weigl.
Die Melodie des Glockenspiels ist zweistimmig, in der Tonart G-Dur gehalten und weist einen tänzerischen Charakter auf. Sie umfasst 38 Takte und hat eine Dauer von 1:44 Minuten. 
Die Komposition enthält ein achttaktiges musikalisches Zitat aus dem Werk des Freisinger Barockkomponisten und Hofkapellmeisters Rupert Ignatz Mayr. Es stammt aus dem Rondeau seiner Suite Nr. 7 aus der Sammlung mit dem Namen Pythagorische Schmids-Fuencklein. Mayrs offensichtliche Anspielung auf die antike Legende von Pythagoras in der Schmiede wird von Weigl in seiner Komposition aufgegriffen und auf die Charakteristik des Glockenklangs übertragen.
Nach Aussage des amtierenden Oberbürgermeisters Tobias Eschenbacher erhalte Freising mit dem neuen Glockenspiel „ein ambitioniertes akustisches Element, um Marke und Identität der wertvollen historischen Altstadt weiter nachhaltig zu stärken“.

## Glocken
Die 19 Glocken des Glockenspiels im Turm des Rathauses Freisings wurden von der Passauer Glockengießerei Perner gefertigt. Die Glocken wurden in verschiedenen Größen hergestellt und in unterschiedlichen Tonhöhen gestimmt. Die tiefste Glocke wiegt 88 kg und bildet das klangliche Fundament des Glockenspiels.

## Verschiedenes
Jährlich während der sogenannten Korbinianswoche im November wird zu Ehren des Heiligen Korbinian, des Stadtpatrons von Freising, das Korbinianslied anstelle der ursprünglichen Melodie im Glockenspiel gespielt. Auch im Rahmen des Korbinian-Jubiläums 2024 war das Korbinianslied das ganze Jahr über (bis Ende November) zu hören.
Bei günstigen Windverhältnissen ist das Glockenspiel mehrere hundert Meter weit zu hören.